# Hidehiko Yoshida
Hidehiko Yoshida (吉田 秀彦 Joshida Hidehiko?) (Ōbu, 3 de septiembre de 1969) es un luchador japonés de judo y artes marciales mixtas. Mundialmente famoso por su estelar carrera en PRIDE Fighting Championships, es considerado uno de los mayores exponentes de las MMA de peso pesado en Japón.

## Carrera como judoka
Participó en tres Juegos Olímpicos de Verano entre los años 1992 y 2000, obteniendo una medalla de oro en la edición de Barcelona 1992 en la categoría de –78 kg. Ganó cuatro medallas en el Campeonato Mundial de Judo entre los años 1991 y 1999, y una medalla en el Campeonato Asiático de Judo de 1988.

### Palmarés internacional
| Juegos Olímpicos    | Juegos Olímpicos         | Juegos Olímpicos  | Juegos Olímpicos |
| Año                 | Lugar                    | Medalla           | Categoría        |
| ------------------- | ------------------------ | ----------------- | ---------------- |
| 1992                | Barcelona (España)       | Medalla de oro    | –78 kg           |
| Campeonato Mundial  |                          |                   |                  |
| Año                 | Lugar                    | Medalla           | Categoría        |
| 1991                | Barcelona (España)       | Medalla de bronce | –78 kg           |
| 1993                | Hamilton (Canadá)        | Medalla de plata  | –78 kg           |
| 1995                | Chiba (Japón)            | Medalla de plata  | –86 kg           |
| 1999                | Birmingham (Reino Unido) | Medalla de oro    | –90 kg           |
| Campeonato Asiático |                          |                   |                  |
| Año                 | Lugar                    | Medalla           | Categoría        |
| 1988                | Damasco (Siria)          | Medalla de oro    | –78 kg           |

## Carrera como artista marcial mixto

### Combate con Royce Gracie
La carrera de Yoshida en las MMA comenzó en el evento PRIDE Shockwave 2002, coproducido por K-1 y PRIDE Fighting Championships, en un combate de reglas especiales ante Royce Gracie, practicante de jiu-jitsu brasileño y pionero de la Ultimate Fighting Championship. La contienda sería una competición de grappling en judogis, con cierto golpeo permitido (al cuerpo, no a la cabeza, y solamente de pie) y una sola condición de victoria (por sumisión, de lo contrario cualquier otro resultado sería considerado empate). Esta lucha se celebraría en el 50.º aniversario de la lucha entre Masahiko Kimura y Hélio Gracie, leyenda del yudo el primero y padre de Royce el segundo, y recibió una gran cobertura por parte de los medios. El combate resultaría intrigante no solo por el choque de estilos, sino por sus condiciones y filosofías individuales. Yoshida no era un experto en llaveo como su oponente o el mismo Kimura, llegando a admitir en una entrevista que "en sus días en el yudo, no había entrenado nada de ne-waza", ya que le "requería demasiada energía", pero se había preparado recientemente con su gran amigo Tsuyoshi Kohsaka para hacer el salto al cuadrilátero. Mientras tanto, Royce y su familia tenían plena confianza en su estilo de jiu-jitsu. Mario Sperry, líder del Brazilian Top Team, pronosticó que Gracie no tendría problemas para derrotar a Yoshida.
Royce comenzó la lucha intentando atraer a Yoshida a su guardia, intentando un heel hook y después un cross armbar, pero Hidehiko bloqueó sus intentos de sumisión y procedió a probar con una gi choke, que similarmente resultó infructuosa. Poco después Yoshida intentó su propia llave de pierna, que Royce contrarrestó antes de que la lucha volviera a la verticalidad. De nuevo Gracie tiró de guardia, pero esta vez Hidehiko aprovechó para realizar daki age y seguidamente buscó aplicar el famoso Kimura lock. Al bloquearle Royce, el yudoca pasó su guardia, ejecutó un sode guruma jime desde la posición montada o tate-shiho-gatame y descargó su peso sobre su oponente. Tras unos instantes manteniendo la estrangulación, Yoshida preguntó al árbitro Daisuke Noguchi si Gracie ya había quedado inconsciente y, pareciéndole al colegiado que así era, detuvo el combate y declaró ganador a Yoshida.
Inmediatamente de esta decisión, Royce se puso en pie y se encaró con el árbitro, insistiendo enérgicamente en que nunca había perdido la consciencia, y trató de agredir a Noguchi a puñetazos mientras los esquineros de ambos contendientes subían al ring y daban lugar a una breve reyerta. Cuando el evento terminó, y tras la debida disculpa por sus maneras, la familia Gracie protestó que se había cometido una parada prematura e ilegal según las normas, las cuales no contemplaban dicha eventualidad. Por su parte, el lado de Yoshida defendió la decisión de Noguchi, alegando que había sido necesaria por la creencia de que la vida de Royce estaba en juego. El material de cámara del combate apoya las tesis de ambos lados: Royce respira de manera normal y recupera la viveza cuando la lucha es detenida, pero antes de eso se aprecia que no realiza ningún intento de contrarrestar la sumisión y que su único brazo visible queda laxo antes de la parada. En todo caso, por exigencias de la familia, la victoria de Hidehiko fue cambiada a ausencia de resultado en el récord oficial, y se prometió una revancha en el futuro.

### Competición regular
El mismo año, Yoshida por fin debutó en reglas de MMA completas contra otro yudoca, el veterano de las artes marciales mixtas Don Frye. Este prometió a los medios que le rompería un brazo a Hidehiko y se permitió salir al cuadrilátero en chaqueta de judogi, aunque se desprendió de ella antes de iniciarse la contienda. Yoshida llevó a Frye al suelo inmediatamente e intentó la sode guruma jime, pero Don escapó y lanzó golpes al cuerpo. Hidehiko ejecutó entonces un cross armbar, y Frye intentó reposicionar para escapar de la llave, pero el yudoca la mantuvo, terminando por romper el brazo de Frye de la misma manera que él había prometido hacer. El árbitro intervino para detener la lucha, dando la victoria a Yoshida.
El siguiente combate de Yoshida sería ante la leyenda del shoot-style Kiyoshi Tamura en la primera ronda del torneo Middleweight Grand Prix, en el que ambos participaban. Tamura, veterano y muy superior en la lucha de a pie, utilizó múltiples patadas a las piernas y sonoros combos de puñetazos para herir a Yoshida, dominando la mayor parte de la contienda. El yudoca logró derribarle, pero Kiyoshi también era conocedor de la pelea a ras de lona y tomó su espalda, siguiendo golpeándole hasta que Hidehiko pudo escapar. De vuelta a la posición vertical, Yoshida proyectó accidentadamente a Tamura a la lona y trató de estrangularle, pero el luchador profesional aguantó. Entonces, de manera dramática, Hidehiko logró realizar sode guruma jime y hacer rendir a Tamura.
Sin embargo, de nuevo la victoria de Yoshida sería acogida con enorme polémica. Tanto críticos como fanes hicieron vocales sus sospechas de que la contienda estaba comprada y que Tamura había sido instruido para dejarse someter a fin de elevar el estatus de Hidehiko. Puntos a favor de esta opinión eran que Kiyoshi no parecía haber ofrecido resistencia y que en cambio se había rendido al instante, algo ilógico teniendo en cuenta que el sode guruma jime es una estrangulación sanguínea que habría tardado mucho más tiempo en hacer efecto y que Tamura era un experto defensor de llaves que nunca había claudicado tan rápido en su carrera. Por otra parte, se apreció que las patadas de Kiyoshi habían causado un daño real a las piernas de Yoshida, que según la prensa habrían estado lesionadas, algo que no habría sido beneficioso para la carrera a largo plazo del yudoca. La polémica fue tal que Dave Meltzer le dedicó un largo artículo en el Wrestling Observer Newsletter, sin poder concluir en si la lucha había sido legítima o pretederminada.
A finales del mismo año, Yoshida tuvo otra lucha de estilos, esta vez contra el gran campeón de karate Masaaki Satake en el evento Inoki Bom-Ba-Ye. Este resultado sería mucho menos ambiguo, con el yudoca estrangulando al karateka por guillotine choke en sólo 50 segundos.
En la segunda ronda del torneo, Yoshida se enfrentaría al temido brasileño Wanderlei Silva, que ya había vencido a compatriotas de Hidehiko como Tamura, Kazushi Sakuraba y Alexander Otsuka. A pesar de la habilidad de Silva con el muay thai, Yoshida se desenvolvió bien, saliendo ileso de un triangle choke en la primera ronda y realizando múltiples derribos e intentos de sumisión. En la segunda, a pesar de que Wanderlei empezó a lanzar su ofensiva de golpes y de que Yoshida no podía aspirar a igualarle en este terreno, el yudoca no retrocedió y absorbió todo el daño sin caer noqueado. Después de una impresionante exhibición, el combate fue detenido a causa de multitud de cortes sangrantes en el rostro de Hidehiko, con Wanderlei avanzando en la ronda.
Sólo un mes después Yoshida tuvo la prometida revancha contra Royce Gracie, de nuevo en una edición del evento PRIDE Shockwave. Como en la anterior, la lucha seguiría normas especiales exigidas por el bando brasileño, entre ellas un árbitro que no fuera japonés, siendo esta vez Matt Hume, y que cualquier resultado que no fuera KO o sumisión fuera declarado empate. Yoshida estaba lesionado desde su combate con Wanderlei y se rumoreaba que tenía otros problemas de salud, pero aceptó pelear.
En el evento Pride Critical Countdown 2004, Yoshida se enfrentaría al debutante Mark Hunt, campeón de kickboxing y veterano de K-1, así como un oponente bastante más pesado. Posicionado debajo de él, Yoshida casi logró cerrar un armbar, pero Hunt lo bloqueó en un momento impactante oprimiendo con la rodilla la garganta del yudoca. Durante el resto de la lucha, Hidehiko continuó intentando someter a Hunt con leglocks, triangle chokes y armbars, con el kickboxer neutralizándolos a base de fuerza y habilidad. Por fin, el japonés pudo extender un armbar para obtener la victoria.
Por consejo de su hermano Royler, Royce decidió luchar sin la chaqueta del gi, lo que desbarató la familiaridad de Yoshida. Así mismo, se produjo un incidente nada más empezar la lucha cuando Royce lanzó un golpe bajo ilegal, el cual requirió que se le preguntara a Yoshida si podía continuar. No queriendo dejar la contienda, el yudoca continuó la lucha llevando al brasileño al suelo con un puñetazo y tomó posición antes de intentar algunas sumisiones, pero Gracie le volteó y lanzó puñetazos desde la montura, a lo que Yoshida respondió dándose la vuelta y mostrando su espalda. Al no poder establecer sus propias sumisiones debido a la defensa de Hidehiko, Royce siguió golpeando y atrajo sangre de la cara de Yoshida hasta que el tiempo terminó. Royce se había mostrado dominante y probable de ganar una decisión pero, irónicamente, fueron las reglas que él mismo había exigido las que le privaron de la victoria, con el combate siendo declarado empate.
En 2004, tanto K-1 como PRIDE intentaron estipular un tercer combate entre Yoshida y Royce Gracie, hasta el punto de preparar el evento conjunto PRIDE Shockwave del mismo año para la lucha entre ambos, pero Gracie prefirió enfrentarse a Akebono, lo que dejó a Yoshida con Rulon Gardner como oponente. Gardner era medallista olímpico en lucha grecorromana y de nuevo muy superior a Hidehiko en peso y tamaño, lo que daba como resultado un enfrentamiento interesante. A lo largo de la lucha, Yoshida sufrió por el golpeo y dominio de su oponente, siendo incapaz de controlarle, y en un punto casi cayendo por entre las cuerdas del ring. El yudoca, irónicamente, se vio obligado a recurrir a patadas bajas como única ofensiva y a pausar la acción en todo lo posible, e incluso recibió una tarjeta amarilla por agarrar las cuerdas en dos ocasiones, pero al final, la decisión unánime fue dada a Gardner.
Una negociación en 2005 para obfracasó por las obligaciones de Yoshida de competir en el siguiente torneo, y otra más en 2006 terminó con Royce declinando de nuevo y eligiendo a Matt Hughes como oponente. Finalmente, los promotores intentarían una última negociación para el evento Shockwave 2006, pero Gracie se negó, aduciendo lesiones y otros compromisos.

### Récord en artes marciales mixtas
| Récord profesional | Récord profesional | Récord profesional |
| 18 peleas          | 9 victorias        | 8 derrotas         |
| ------------------ | ------------------ | ------------------ |
| Nocaut             | 0                  | 2                  |
| Sumisión           | 8                  | 1                  |
| Decisión           | 1                  | 5                  |
| Sin resultado      | 1                  | 1                  |

| Resultado | Record | Rival             | Método                       | Evento                                           | Dia                     | Ronda | Tiempo | Lugar          |
| --------- | ------ | ----------------- | ---------------------------- | ------------------------------------------------ | ----------------------- | ----- | ------ | -------------- |
| Derrota   | 9-8-1  | Kazuhiro Nakamura | Decisión (Unánime)           | Astra (event)                                    | 25 de abril de 2010     | 3     | 5:00   | Tokio, Japón   |
| Victoria  | 9-7-1  | Satoshi Ishii     | Decisión (Unánime)           | Dynamite!! 2009                                  | 31 de diciembre de 2009 | 3     | 5:00   | Saitama, Japón |
| Derrota   | 8-7-1  | Sanae Kikuta      | Decisión (Dividida)          | World Victory Road Presents: Sengoku no Ran 2009 | 4 de enero de 2009      | 3     | 5:00   | Saitama, Japón |
| Victoria  | 8-6-1  | Maurice Smith     | Sumisión (Neck Crank)        | World Victory Road Presents: Sengoku 3           | 8 de junio de 2008      | 1     | 3:23   | Saitama, Japón |
| Derrota   | 7-6-1  | Josh Barnett      | Sumisión (Heel Hook)         | World Victory Road Presents: Sengoku 1           | 5 de marzo de 2008      | 3     | 3:23   | Tokio, Japón   |
| Derrota   | 7-5-1  | James Thompson    | TKO                          | PRIDE Shockwave 2006                             | 31 de diciembre de 2006 | 1     | 7:50   | Saitama, Japón |
| Derrota   | 7-4-1  | Mirko Filipović   | Sumisión (Leg Kicks)         | PRIDE Critical Countdown Absolute                | 1 de julio de 2006      | 1     | 7:38   | Saitama, Japón |
| Victoria  | 7-3-1  | Yōsuke Nishijima  | Sumisión (Triangle Choke)    | PRIDE Total Elimination Absolute                 | 5 de mayo de 2006       | 1     | 2:33   | Osaka, Japón   |
| Victoria  | 6-3-1  | Naoya Ogawa       | Sumisión (Armbar)            | PRIDE Shockwave 2005                             | 31 de diciembre de 2005 | 1     | 6:04   | Saitama, Japón |
| Victoria  | 5-3-1  | Tank Abbott       | Sumisión (Single Wing Choke) | PRIDE Final Conflict 2005                        | 28 de agosto de 2005    | 1     | 7:40   | Saitama, Japón |
| Derrota   | 4-3-1  | Wanderlei Silva   | Decisión (Dividida)          | PRIDE Total Elimination 2005                     | 23 de abril de 2005     | 3     | 5:00   | Osaka, Japón   |
| Derrota   | 4-2-1  | Rulon Gardner     | Decisión (Unánime)           | PRIDE Shockwave 2004                             | 31 de diciembre de 2004 | 3     | 5:00   | Saitama, Japón |
| Victoria  | 4-1-1  | Mark Hunt         | Sumisión (Armbar)            | PRIDE Critical Countdown 2004                    | 20 de junio de 2004     | 1     | 5:25   | Saitama, Japón |
| Empate    | 3-1-1  | Royce Gracie      | Empate                       | PRIDE Shockwave 2003                             | 31 de diciembre de 2003 | 2     | 10:00  | Saitama, Japón |
| Derrota   | 3-1    | Wanderlei Silva   | Decisión (Unánime)           | PRIDE Final Conflict 2003                        | 9 de noviembre de 2003  | 2     | 5:00   | Tokio, Japón   |
| Victoria  | 3-0    | Kiyoshi Tamura    | Sumisión (Ezekiel Choke)     | PRIDE Total Elimination 2003                     | 10 de agosto de 2003    | 1     | 5:06   | Saitama, Japón |
| Victoria  | 2-0    | Masaaki Satake    | Sumisión (Neck Lock)         | Inoki Bom-Ba-Ye 2002                             | 31 de diciembre de 2002 | 1     | 0:50   | Saitama, Japón |
| Victoria  | 1-0    | Don Frye          | Sumisión (Armbar)            | PRIDE 23                                         | 24 de noviembre de 2002 | 1     | 5:32   | Tokio, Japón   |